# 施氏犬牙石首魚
施氏犬牙石首魚為輻鰭魚綱鱸形目鱸亞目石首魚科的其中一種，分布於東太平洋區，從加利福尼亞灣至祕魯海域，體長可達115公分，棲息在沿海、潟湖、河口，屬肉食性，以魚類、蝦子等為食，可做為食用魚及遊釣魚。